# Iria Grandal
Iria Grandal (Ferrol, 13 de agosto de 1990) es una arquera española que compitió en los Juegos Olímpicos de Londres 2012.

## Trayectoria
Se inició en el tiro con arco a los siete años y a los catorce terminó tercera en el Campeonato de España de tiro con arco juvenil. Es la hija de dos arqueros y en 2012 estudiaba periodismo. Ese año, ganó la clasificación para los Juegos Olímpicos del mismo año, un resultado que, según ella misma admitió, fue una sorpresa.
Grandal participó como una de los dos españoles que compiten en las competiciones olímpicas de tiro con arco en Londres. Terminó la ronda preliminar de clasificación de 72 flechas del evento individual femenino con 618 puntos de un máximo de 720, obteniendo el puesto 53 para las rondas eliminatorias subsiguientes.
Derrotó a la decimosegunda cabeza de serie Ana María Rendón de Colombia en la primera ronda, pero perdió por poco en la segunda ronda ante la surcoreana Choi Hyeon-ju, tras llevar a la medallista de oro del equipo femenino a un desempate de una flecha.